# Matthias Held (Designer)
Matthias Held (* 1968) ist ein deutscher Designer und Hochschullehrer. Er ist langjähriger Prorektor der Hochschule für Gestaltung Schwäbisch Gmünd.

## Leben
Held absolvierte ein Studium der Produktgestaltung an der Hochschule für Gestaltung Schwäbisch Gmünd und war anschließend für die Deutsche Gesellschaft für Internationale Zusammenarbeit als Berater tätig. Mit einem Fulbright-Stipendium ging er 1994 zum weiteren Studium an das Pratt Institute nach New York. Dort erhielt er 1996 einen Mastergrad in Industrial Design. Nach seiner Rückkehr 1996 war er Mitbegründer des Designbüros quintessence in Stuttgart, dem er bis 2013 angehörte. Von 2001 bis 2003 war er außerdem Geschäftsführer der ensaco GmbH im Bereich regenerative Energien.
Held hatte von 2003 bis 2004 einen Lehrauftrag an der HfG Schwäbisch Gmünd inne. 2006 wurde er zum Professor für dreidimensionale Grundlagen der Gestaltung an die HfG Schwäbisch Gmünd berufen. Dort war er ab 2008 am Aufbau des Instituts für angewandte Forschung beteiligt, außerdem war er von 2009 bis 2015 und ist wieder seit 2021 Prorektor für Forschung und Transfer. 2023 trat er eine weitere Amtszeit in diesem Prorektorat an. Ab 2015 war er Mitglied des Hochschulrats und bis 2021 dessen stellvertretender Vorsitzender.
Held ist seit 2004 in der Deutschen Gesellschaft für Designtheorie und Forschung (DGTF) engagiert. Ab 2008 war er zeitweise Mitglied des Vorstands. Zudem ist er Jurymitglied des Bundespreis Ecodesign.
Helds Forschungsprojekte bewegen sich im Bereich Nachhaltigkeit, Solarthermische Systeme, Medizintechnik, Haptische Interaktion und Online-Rechercheplattformen.

## Schriften (Auswahl)
- mit Gesche Joost und Claudia Mareis (Hrsg.): Wer gestaltet die Gestaltung? Praxis, Theorie und Geschichte des partizipatorischen Designs, transcript Verlag, Bielefeld 2013, ISBN 978-3-8376-2038-2.
- Nachhaltigkeit in der Designausbildung – Potenziale für transdisziplinäre Forschung. In: Walter Leal Filho (Hrsg.): Nachhaltigkeit in der Lehre – eine Herausforderung für Hochschulen, Springer Spektrum, Berlin 2018, ISBN 978-3-662-56385-4, S. 421–440.
- Nachhaltige Raumausstattung am Beispiel Schulmöbel, Deutsche Bundesstiftung Umwelt, Osnabrück 2020 (online).